# Vilafranca del Penedès
Vilafranca del Penedès, đơn giản hơn là Vilafranca, là thủ phủ của comarca Alt Penedès, Girona, Catalonia, Tây Ban Nha.

## Biến động dân số
| 1900 | 1930 | 1950   | 1970   | 1986   | 2005   |
| ---- | ---- | ------ | ------ | ------ | ------ |
| 7749 | 9822 | 11.177 | 17.546 | 26.433 | 35.864 |